# شارع باريسي في يوم ماطر
شارع باريسي في يوم ماطر (بالفرنسية: Rue de Paris, temps de pluie) هي أشهر أعمال الفنان الفرنسي غوستاف كاييبوت (1894-1848) رُسمت في عام 1877، وهي لوحة زيتية كبيرة يظهر فيها مجموعة من الأشخاص يعبرون شارع Place de Dublin عند التقاطع الذي يقود إلى شرق محطة Gare Saint-Lazare في شمال باريس والذي تغير مسمّاه إلى Carrefour de Moscou. على الرغم من أن كاييبوت كان صاحبًا مناصرًا للعديد من الفنانين الانطباعيين وأن هذه اللوحة جزء من المدرسة الانطباعية إلا أنها تختلف في واقعيتها وفي اعتمادها على الخط بدلًا من لمسات الفرشاة العريضة.
اهتمام كاييبوت بالتصوير هو أمر واضح، فتظهر الأجسام التي في المقدمة «بشكل غير مركّز»، أما الأجسام التي في المنتصف (العربة والمارّة الذين يعبرون التقاطع) فمرسومة بأطراف حادة، بينما يقل وضوح المعالم الخلفية تدريجيًا. كما أن الاقتصاص الحاد لبعض الأجسام -خصوصًا الرجل الظاهر في أقصى اليمين- يوحي إلى تأثره بالتصوير.
أول عرض للوحة كان في معرض الانطباعيةالثالث في عام 1877، أما الآن فهي ملك لمعهد الفن (شيكاغو)، حيث وصفتها أمينة هذا المتحف بأنها «أروع لوحة صوّرت الحياة الحضارية في أواخر القرن التاسع عشر».

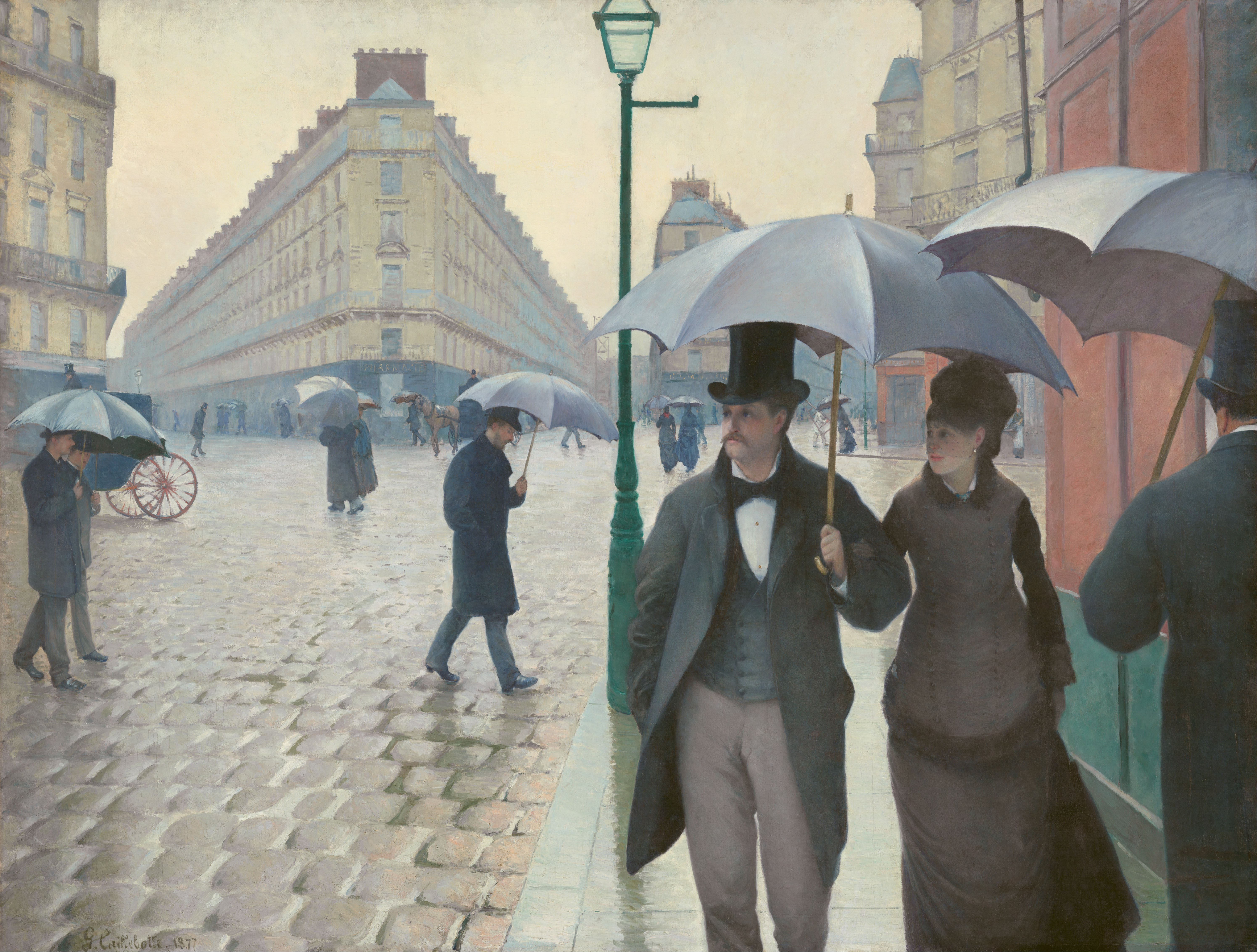
الفنان: غوستاف كاييبوت تاريخ إنشاء العمل: 1877 نوع العمل: رسم زيتي أبعاد اللوحة: 212.2 سم × 276.2 سم (83.5 بوصة × 108.7 بوصة) الموقع: معهد الفن (شيكاغو)

## الوصف
بالنظر إلى أقرب شخصان يسيران تحت المظلة وتدرج الضوء في اللوحة يتضح لنا أنها تصوّر وقت مابعد الظهيرة في فصل الشتاء، حيث ترتدي 

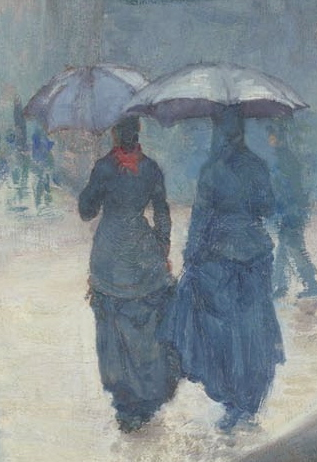
تفاصيل

الشخصيات أرقى الأزياء الباريسية المعاصرة. فتظهر السيدة مرتديةً فستانًا بنيًا محتشم ومتزينةً بقرط من الألماس وقبعة ووشاح ومعطف مبطن بالفرو والذي تم وصفه في ذلك الوقت «بأحدث صيحات الموضة». أما الرجل فإنه يمتلك شارب ويرتدي قبعة عالية سوداء اللون وربطة عنق وقميص أبيض منشّى وصدرية مُزررة ومعطف خفيف وسترة مشقوفة الذيل ومعطف طويل مفتوح بياقة مرتفعة. من الواضح بأنهم من الطبقة الوسطى، كما يمكننا رؤية بعض الأشخاص من الطبقة العاملة في الخلف كالخادمة التي عند المدخل ومصمم الديكور الذي يحمل سلمًا ومظلة مثقوبة. قام كاييبوت بتقريب كلًا من المنظور والشخصيات بأسلوب تلاعبي، حيث يظهر رجل يقفز من فوق عجلة العربة بالإضافة إلى أقدام الشخصين الظاهرة أسفل إطار المظلة.

 

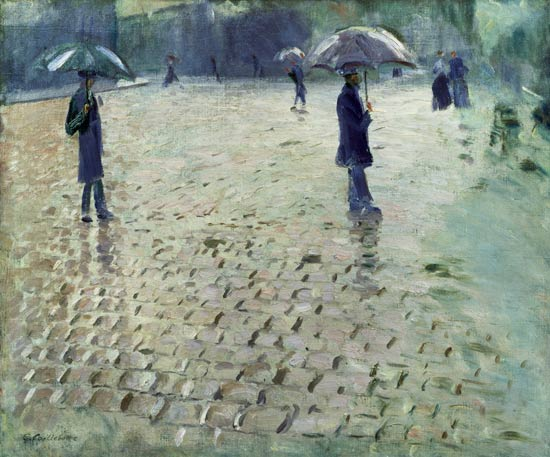
استعراض للوحة

لاتُظهر اللوحة جوًا اجتماعيًا فتبدو الشخصيات منعزلة عن بعضها وتكسوا ملامحهم الكآبة، ويمشون على عجالة منهمكين بأفكارهم عوضًا عن التجول
```
في أرجاء الطريق، محميون بمظلاتهم أو كما قالت روز ماري هاغن «ليس من المطر فحسب بل يبدو وكأنها تحميهم من العابرين أيضًا». بالنسبة إلى خاصية وضعية الشخصيات؛ يظهر الثنائي الذي في الأمام وهم ينظرون بعيدًا عن الرجل العابر يمينهم. فبالنظر إلى اتجاهاتهم المتقاربة تعتقد هاغن بأن كلاهما لن يتمكن من الابتعاد عن طريق الرجل بسهولة، بالإضافة إلى إشاحة أبصارهم التي تنطبق على مُشاهد اللوحة الذي ينظر من نفس منظورنا. استنسخ كاييبوت تأثير عدسة الكاميرا حيث جعل منتصف الصورة تبدو وكأنها بارزة، كما أنه أعاد تكوين تأثير التركيز الخاص بالكاميرا في حين تظهر بعض الأجسام بشكل واضح جدًا دون الأخرى ويمكن رؤية ذلك بالنظر إلى الوضوح العام للوحة. فمقدمتها داخل نطاق التركيز ولكنها ملطخة قليلًا ويظهر الوضوح والحدة في رسم الأرضية والأجسام التي في منتصف اللوحة محاكاةً لتأثير الكاميرا أما الخلفية فتتلاشى مع بعد المسافة وتصبح رؤيتها ضبابية أكثر فأكثر.
```

يظهر الأشخاص وكأنهم قد عبروا إلى داخل اللوحة كما لو أن كاييبوت قد أخذ لقطة لأناس يمضون يومهم؛ ولكنه في الحقيقة أمضى عدة أشهر وهو يضعهم بعناية داخل الموضع التصويري. هذه اللوحة خطيّة للغاية فهي تجذب نظر الرائي إلى جهة النظر التي في منتصف المباني في الخلفية. تقسم الاستقامة الحادة لعمود الإنارة الأخضر اللوحة حيث يلقي هذا العمود الظل على الحصى المبتل الذي استولى على ربع اللوحة كاملًا، بينما يفصل التراصف الرأسي اللوحة إلى أرباع.

## المكان
تعرض اللوحة الجانب الشرقي من شارع Turin المطل على شمال شارع Place de Dublin وتعكس المباني الحديثة التي أنشأها المهندس جورج هوسمان. يتميز المنظر المعروض بالفساحة وإضفاء الكثير من التفاصيل لعدة شوارع، وعلى الرغم من أن حجر الأشلار الذي يغطي واجهة المباني

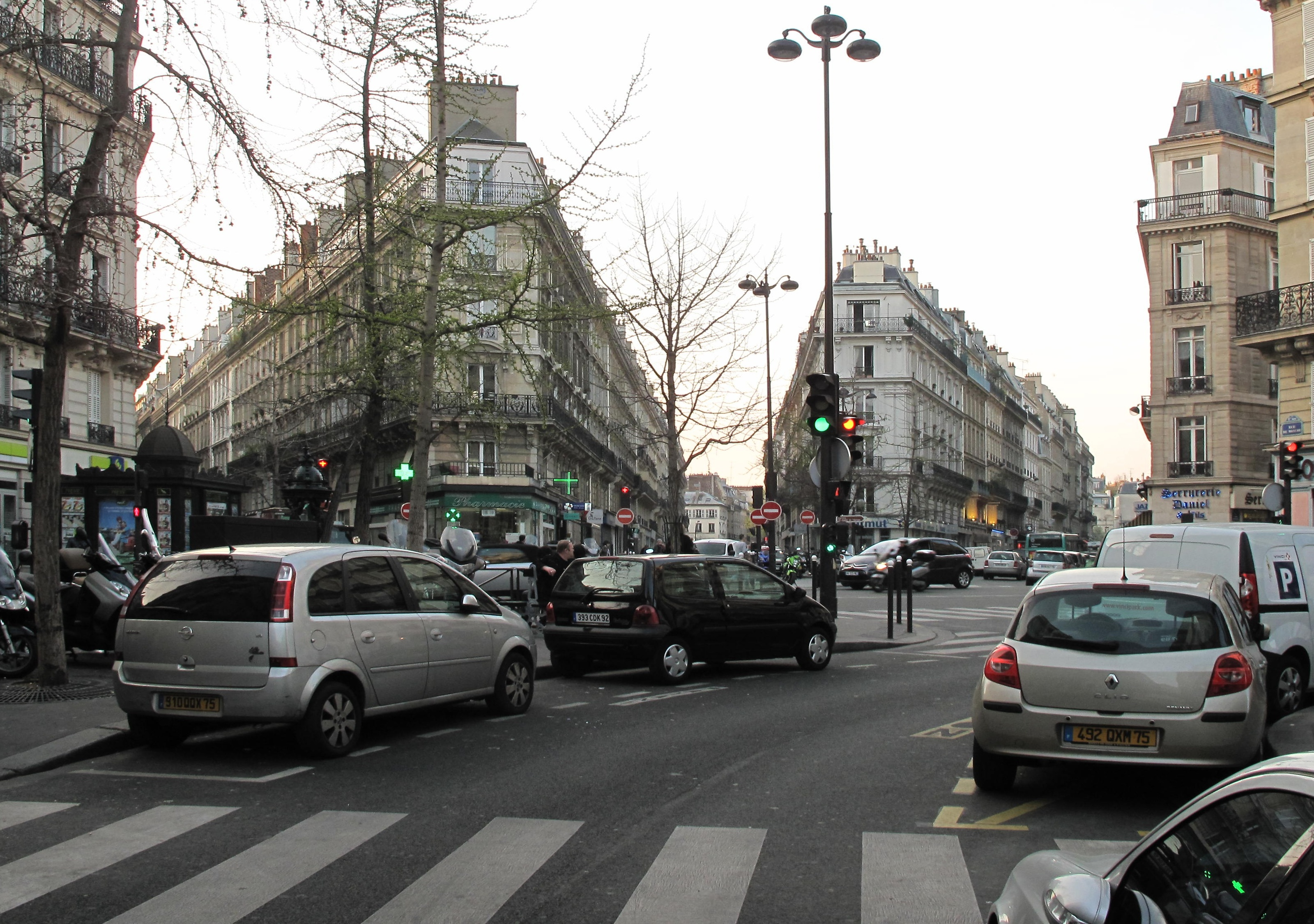
صورة لشارع Place de Dublin

 قد يبدو متسقًا في العصر الحاضر إلا أنه كان أحدث وأجدد في ذلك الوقت. كانت المنطقة في أيام شباب كاييبوت عبارة عن تلة بدأت لتوها بالتطور لتصبح مركزًا سكنيًا للطبقة البرجوازية وتقع هذه التلة تقع في أقصى طرف المدينة. يمكن رؤية ثلاثة طرق من الجهة الشمالية من المربع وهي: شارع Moscou (يسار) وشارع Clapeyron (في المنتصف) وتكمله لشارع Turin (يمين) والذي يمتد من الأمام إلى الخلف. يقطع المربع شارع Saint-Pétersbourg مُظهرًا سلسلة المباني في الجهة اليسرى وقاطعًا للتي في الجهة اليمنى. أتاحت نقطة عرض الطرق والمباني لكاييبوت بأن يستخدم منظور ذي نقطتين. لايزال الطابق الأرضي الواقع بين شارعي Moscou و Claperyon والذي يحمل لافتة مكتوب عليها «صيدلية» في اللوحة موجودًا حتى الآن.

## منشأ العمل واستقباله

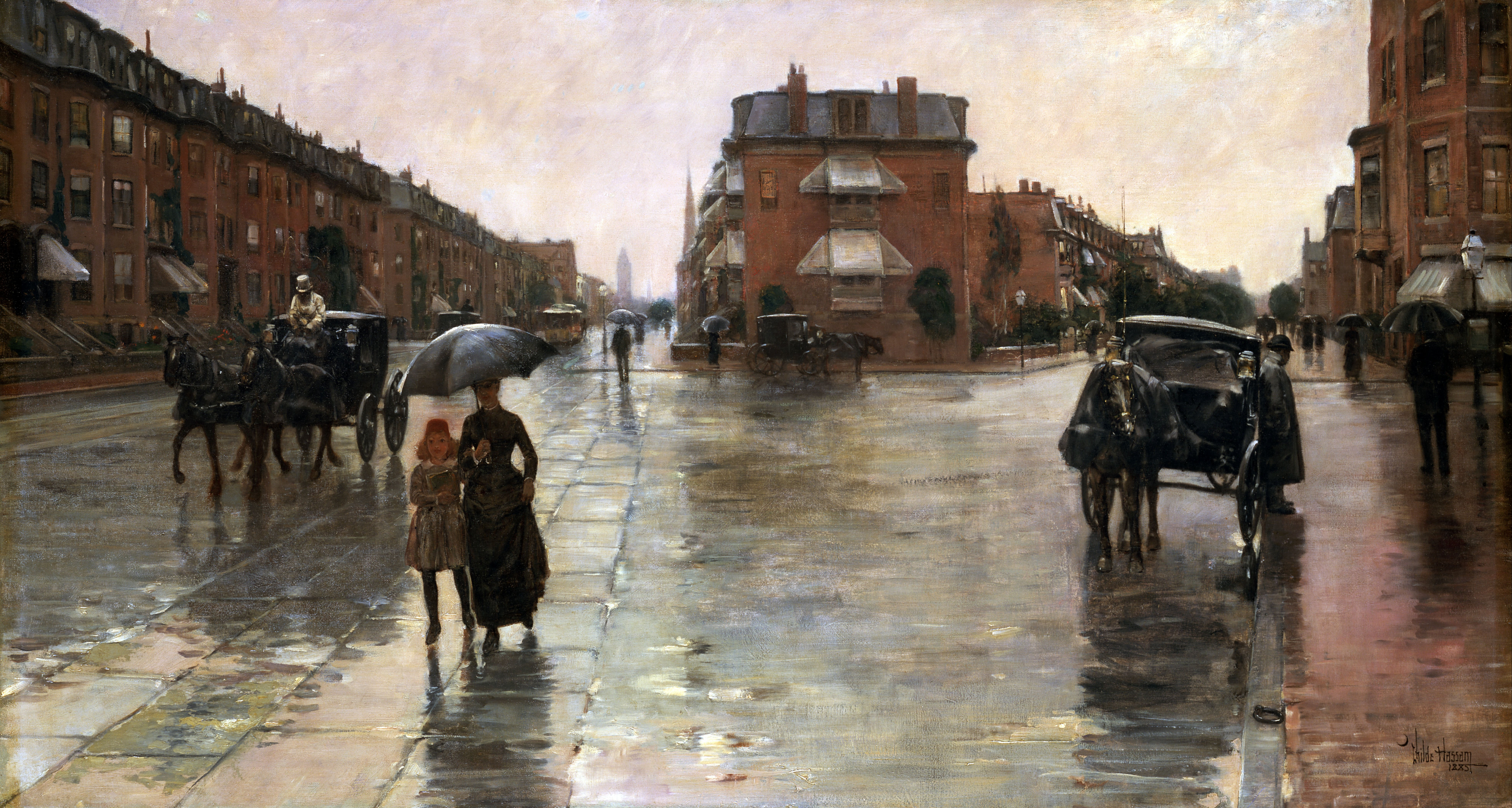
هناك تشابه عجيب بين لوحة الرسام تشايلد حسام "يوم ماطر" التي رسمت في عام 1885 في بوسطن وبين لوحة كاييبوت.

امتدح الكاتب والروائي إميل زولا هذا العمل في مقال بعنوان: «مذكرات باريسية: معرض الرسامين الانطباعيين» حيث تم نشره في صحيفة Le Sémaphore في عام 1877، مع العلم بأنه كثيرًا ماينتقد كاييبوت.
```
بقيت هذه اللوحة ملكًا للعائلة كما هو الحال مع بقية لوحات كاييبوت حتى منتصف القرن العشرين حيث اشتراها 
والتر كرايسلر
 عام 1955 ثم باعها 
لمعهد الفن (شيكاغو)
 عام 1964.
```

لعبت هذه اللوحة دورًا بارزًا في فيلم إجازة فيريس بيولر والذي صدر في عام 1986 وهو من بطولة ماثيو برودريك ومن تأليف وإخراج جيون هيوز.

## المعرض

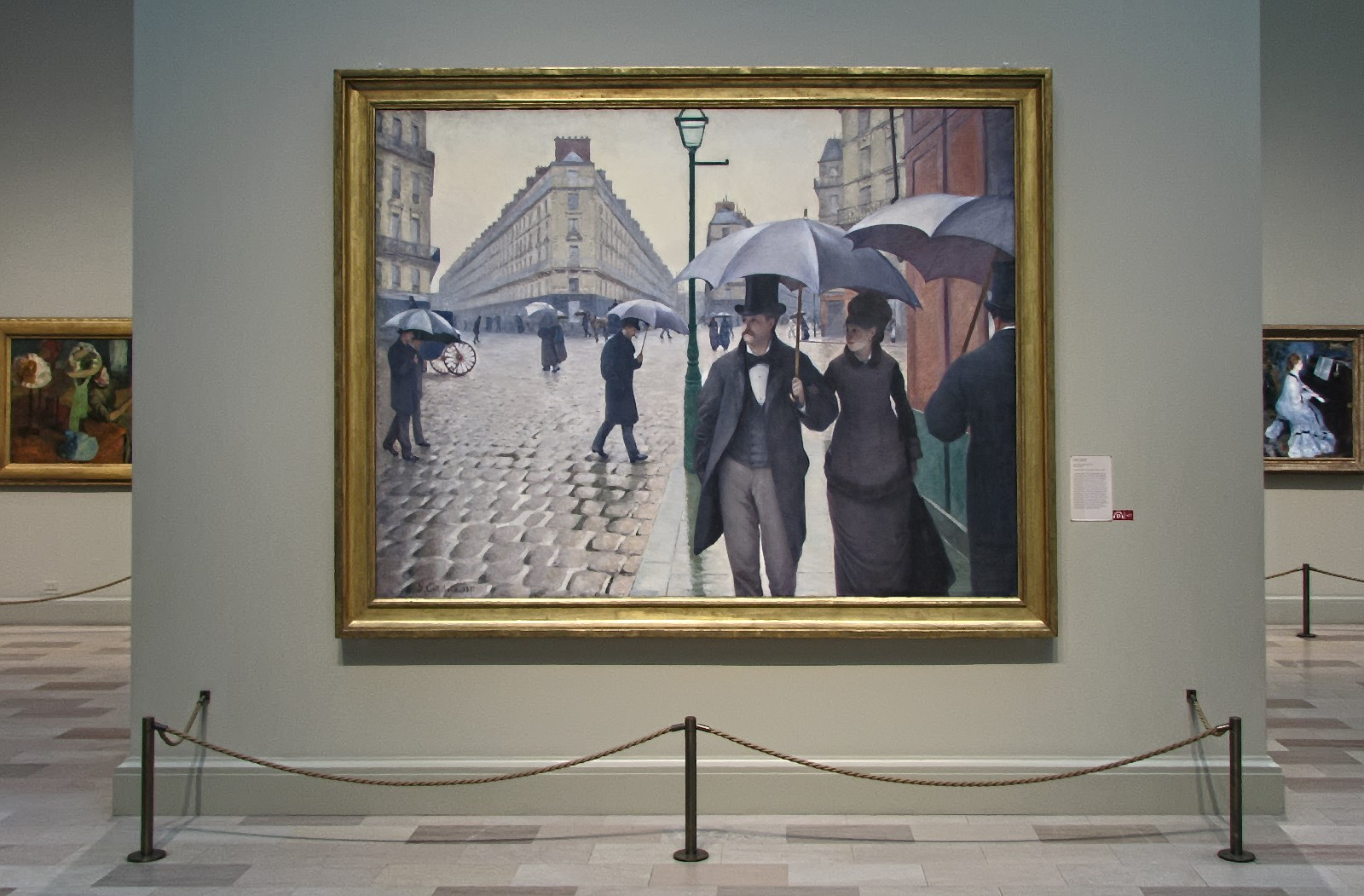
معرض الصور، معهد الفن في شيكاغو.

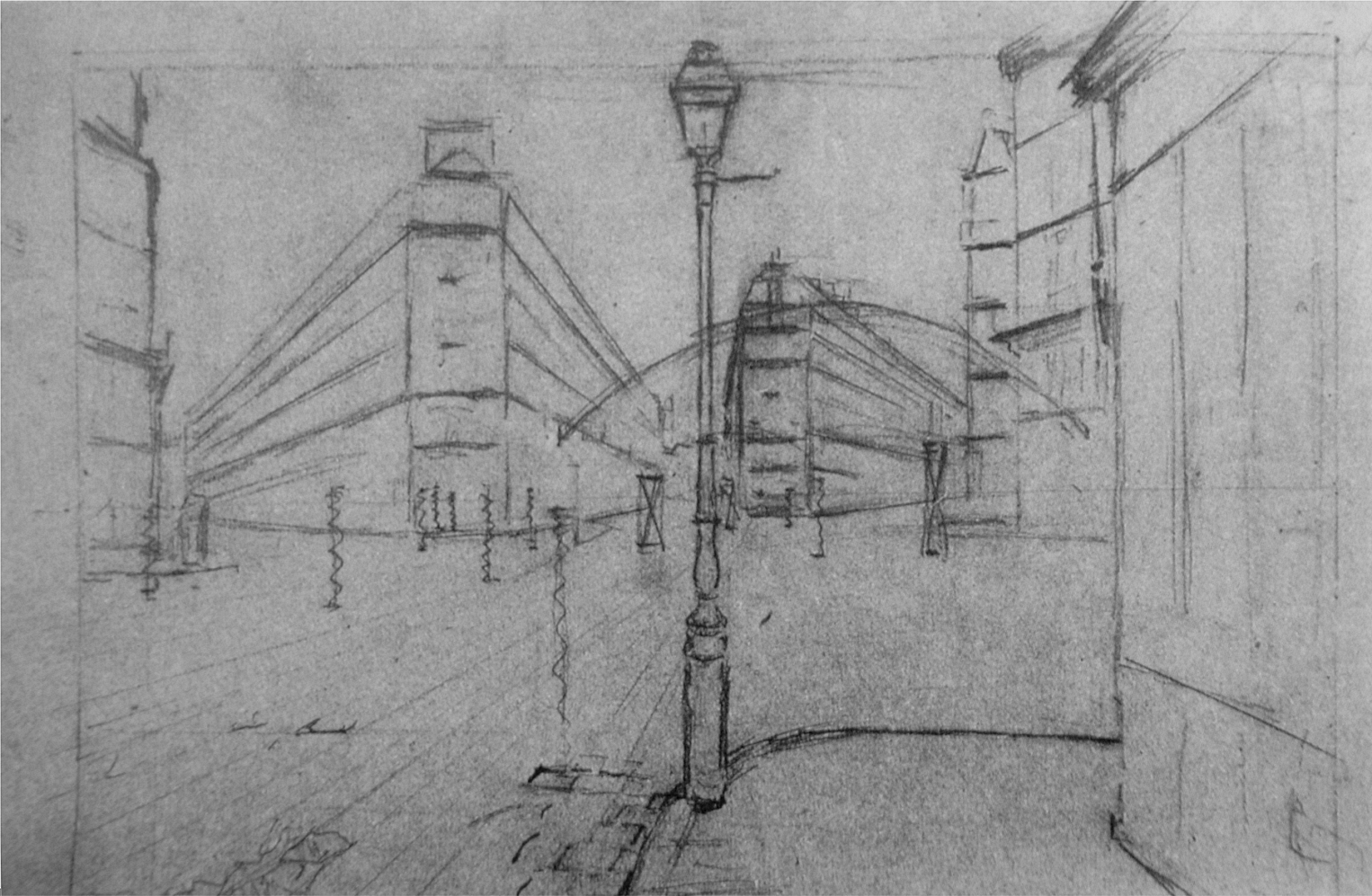
مخطط